# Centro de Lanzamiento de Satélites de Wenchang
El Centro de Lanzamiento de Satélites de Wenchang (WSLC), ubicado cerca de Wenchang, en la costa noreste de la isla de Hainan, es una base espacial china. Es la cuarta instalación de lanzamiento de vehículos espaciales, y situada más al sur, de la República Popular de China. Ha sido seleccionada especialmente por su baja latitud, que está a sólo 19 grados al norte del ecuador, lo que permitirá un aumento sustancial de la carga útil, necesaria para el futuro programa tripulado, la estación espacial y el programa de exploración del espacio profundo. Además, es el centro de lanzamiento de los nuevos vehículos Larga Marcha 5 (CZ-5).
A diferencia de los centros espaciales en el continente cuyo ancho de vía es demasiado estrecho para transportar los nuevos vehículos de 5 metros, Wenchang hará uso de su puerto marítimo para las entregas. Los lanzamientos iniciales del CZ-5 se esperan para 2014, un año después de la prevista puesta en marcha del Centro de Wenchang.

## Historia

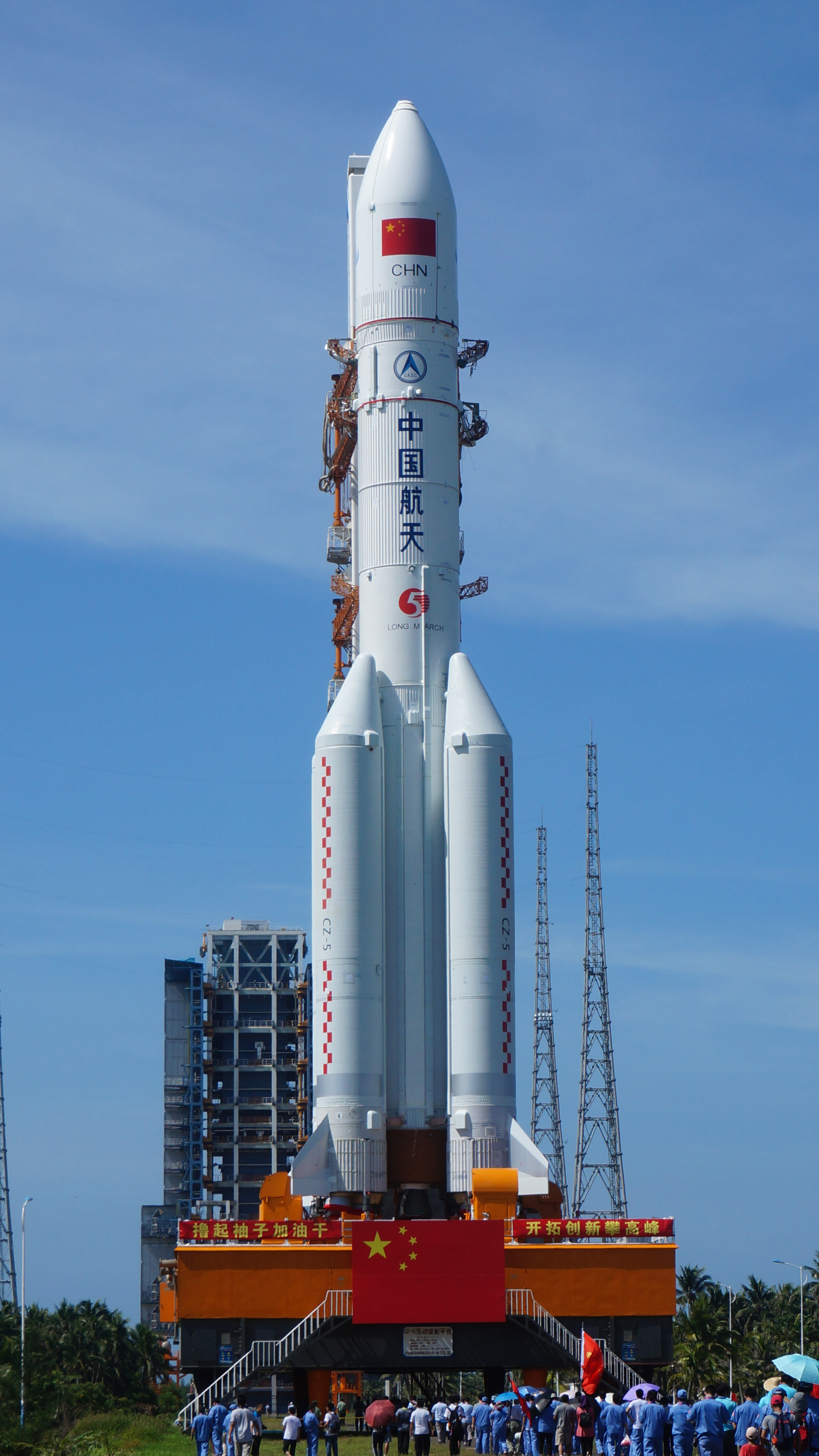
El Larga Marcha 5 Y2 siendo transportado desde el edificio de ensamblaje de vehículos hacia la plataforma de lanzamiento.

Las consideraciones políticas han aplazado la construcción de un gran centro espacial en Hainan muchas veces ya que se consideraba demasiado vulnerable a un ataque exterior. Tras el fin de la Guerra Fría y la disminución de las tensiones globales, se presentaron nuevos proyectos para su desarrollo.
Durante la década de 1980, el sitio fue utilizado para realizar lanzamientos de cohetes sondas suborbitales. El primer lanzamiento fue en 1988 con el vehículo suborbital de lanzamiento Zhinü 1.
De acuerdo con un informe de la Televisión Central de China (CCTV ), la construcción del nuevo Centro de Lanzamiento de Satélites de Wenchang fue aprobada oficialmente por el Consejo de Estado y la Comisión Militar Central de la República Popular de China el 22 de septiembre de 2007.
A finales de octubre de 2007, el Alcalde de la ciudad de Wenchang anunció que 1.200 hectáreas de tierra se obtendrían para el centro y más de 6.000 personas, la mayoría de las aldeas de Longlou (龙楼, 19°39′07″N 110°57′47″E / 19.652, 110.963) y Dongjiao (东郊, 19°34′01″N 110°52′01″E / 19.567, 110.867) serían trasladadas como consecuencia de la construcción.
Un artículo posterior, en noviembre de 2007, indicó que el sitio actual de lanzamiento estaría cerca Longlou, mientras que un parque temático de la ciencia espacial se construiría cerca de Dongjiao. Una fotografía satelital de abril de 2011 muestra un nuevo claro (19°36′50″N 110°57′05″E / 19.6139, 110.9513) cerca la playa que podría ser la plataforma de lanzamiento.
La construcción de la base finalizó en octubre de 2014. Su primer lanzamiento orbital se realizó el 25 de junio de 2016 con un Larga Marcha 7.
En enero de 2017, se confirmó que la empresa Landscape utilizara la base para los lanzamientos de su lanzador Zhuque-1.

## Plataformas de lanzamiento
- Está planeada la construcción de 3 plataformas de lanzamiento.

Una de las plataformas está diseñada para el Larga Marcha 5, mientras que la segunda está diseñada para el Larga Marcha 7.

## Lanzamientos
El primer lanzamiento orbital del sitio fue de un Larga Marcha 7, el 25 de junio de 2016.
El 3 de noviembre de 2016, se llevó a cabo el primer lanzamiento de un Larga Marcha 5 desde el centro.
En junio de 2017, se inició la campaña de lanzamiento del segundo vuelo del Larga Marcha 5 con el objetivo de poner en órbita el satélite de telecomunicaciones Shijian-18. El despegue se realizó el 2 de julio de 2017, pero debido a un problema con las turbobombas del lanzador, no se pudo alcanzar la órbita deseada.